# Burchard Christoph von Vietinghoff
Burchard Christoph von Vietinghoff genannt Scheel (* 12. Dezember 1767 in Riga, Livland; † 17. April 1828 in Marienburg) war deutsch-baltischer kaiserlicher russischer Kammerherr und Geheimer Rat, Herr auf Marienburg und weiteren Besitzungen.

## Leben

### Herkunft und Familie
Burchard Christoph von Vietinghoff war ein Sohn von Otto Hermann von Vietinghoff genannt Scheel und dessen Ehefrau Anna Ulrike, geborene Gräfin von Münnich (1741–1811).
Burchard von Vietinghoff hatte 6 Geschwister, darunter:
- Otto Ernst (1758–1780), Gardeleutnant, im Duell in St. Petersburg erstochen.
- Dorothea Friederike Helena (1761–1839), lernte als Taubstumme im Institut des berühmten Samuel Heinicke in Eppendorf bei Hamburg lesen, schreiben und auch etwas sprechen. Kehrte 1777 wieder nach Livland zurück und starb unverheiratet in Hamburg.
- (Beate, Barbara) Juliane (1764–1824), heiratete am 29. September 1782 Burckhard Alexius Constantin von Krüdener, kaiserlich russischer Gesandter. Sie schrieb Romane und gestaltete den Wiener Kongress mit.
- Anna Margarete (1769–1803), später auch Annette Margarethe, heiratete den Reichsgrafen Johann Georg von Browne (1767–1827), der russischer Obrist und Sohn des Generalgouverneurs von Estland und Livland Georg Reichsgraf von Browne (1698–1792) war. In diplomatischer Mission in Wien tätig, galt ihr Mann als Freund und Gönner Ludwig van Beethovens, der ihr einige seiner Klaviersonaten und Variationen widmete.

Burchard Christoph von Vietinghoff war seit dem 6. Oktober 1791 mit seiner Frau Catharina, geborene von Lieven (1776–1843), der Schwester des russischen Generals und Bildungsministers Karl von Lieven verheiratet.
- Baron Alexander Joseph von Vietinghoff (1799–1875) war ihr Sohn.
- Die Tochter Fürstin Charlotte von Vietinghoff (1796–1841) war mit Vasily Mestchersky verheiratet. Deren Tochter Helene wurde 1845 Prinzessin Biron von Curland.

### Werdegang
Er studierte seit 1784 Jura in Straßburg und Göttingen, wurde 1790 Kammerjunker beim Thronfolger Paul in Gattschina, anschließend Kammerherr und 1796 Hofmarschall des Großfürsten Konstantin.
1803 vertrat er in St. Petersburg die Livländische Ritterschaft im Streit um ihre Kompetenzen im Kuratorium der Kaiserlichen Universität Dorpat.
1822 wurde er Mitglied der Oberschuldirektion.
Er war ein Musikfreund und Sammler von Kunst und naturwissenschaftlichen Raritäten.
Burchard Christoph von Vietinghoff war Direktor der russischen Bibelgesellschaft, Präsident der Mineralogischen und Mitglied der Philanthropischen Gesellschaft in St. Petersburg sowie Ehrenmitglied der Kurländische Gesellschaft für Literatur und Kunst.
1802 wurde er Ehrenmitglied der St. Petersburger Akademie der Wissenschaften.
Am 10. April 1805 wurde Burchard Freiherr von Vietinghoff mit dem akademischen Beinamen Maecenas IV. zum Mitglied (Matrikel-Nr. 1030) der Leopoldina gewählt.
1822 war er in Marienburg Gastgeber Alexanders I. und wurde mit dem St. Annen-Orden 1. Klasse ausgezeichnet.
Im Jahr 1825 zog er sich wegen einer halbseitigen Lähmung völlig aus dem öffentlichen Leben zurück.